# Ernst Weil
Ernst Christian Weil (* 18. November 1919 in Frankfurt am Main; † 1. September 1981 in Gran Canaria) war ein deutscher Künstler. Er war von 1965 bis zu seinem Lebensende Professor für Malerei an der Akademie der bildenden Künste in Nürnberg.

## Leben
Weil studierte von 1946 bis 1950 an der Akademie der bildenden Künste in München und war Meisterschüler bei Willi Geiger. Im Anschluss war Weil als freischaffender Maler, Filmemacher und Pressezeichner in München tätig. Weil wurde Mitglied des wiedergegründeten Deutschen Künstlerbundes 1950 und nahm bereits an der ersten Jahresausstellung 1951 in Berlin mit vier kleinformatigen Ölgemälden teil; bis 1981 folgten noch 19 weitere DKB-Ausstellungsbeteiligungen. Zuletzt in seinem Todesjahr 1981 im Nürnberger Germanischen Nationalmuseum.
Bevor er 1957 nach Paris ging, beschäftigte sich Weil zusätzlich noch als Buchillustrator und Produzent von Comicfilmen. In Paris konnte er tagsüber eine Boxerhalle als Atelier nutzen. Da er in Paris seinen Lebensunterhalt nicht verdienen konnte, ging er zurück nach Deutschland.
1965 wurde er an die Akademie der bildenden Künste in Nürnberg als Professor für freie Malerei berufen. Er entwickelte sich zum Theoretiker der Farben und der Bildwahrnehmung.
Er starb überraschend an einem Herztod mit 62 Jahren an seinem Urlaubsort Cran Canaria.

## Ausstellungen (Auswahl)
- 1951 Galerie Klein, Heidelberg
- 1955 Picasso Museum, Antibes, Frankreich
- 1955 Gelarie Otto Stangl, München
- 1958 Galerie Otto Stangl, München
- 1959 Museum Morsbroich, Leverkusen
- 1961 Weil/Harnest, Galerie Otto Stangl, München
- 1967 Kunsthalle Nürnberg
- 1972 Rheinisches Landesmuseum Bonn
- 1977 Kunstverein Erlangen
- 1983 Kunstverein Nürnberg
- 2017 Galerie Kremers, Berlin
- 2020 Kunstvilla Nürnberg
- 2023 Museum Giersch, Frankfurt